# Малый замок (Новогрудок)
Ма́лый за́мок (бел. Малы замак) — естественная возвышенность и историческая местность города Новогрудок, место летописного окольного города. Находится в центре города, к западу от Замковой горы.
Имеет одинаковую высоту с Замковой горой, которая составляет 316—317 метра над уровнем моря, но площадь Малого замка почти в три раза больше. На западном краю плато стояла каменная мельница.

## Характеристика
Возвышенность расположена к западу от Замковой горы. Малый замок и Замковая гора теперь имеют одинаковую высоту, которая составляет 316—317 метра над уровнем моря, однако площадь Малого замка почти в три раза больше. Изначально площадка будущего Малого замка была выше остальных холмов. Самая высокая её точка 315 метра находилась в центральной части.
По мнению историков Татьяны Бубенко и Андрея Метельского, Замковая гора и Малый замок Новогрудка изначально представляли собой единое плато квадратной формы со сторонами примерно 180х180 метра (около 3,6 гиктара). Не ранее XIII века был вырыт ров, разделивший некогда единую замковую возвышенность на две части. Общий план построек на Малом замке позволяет утверждать, что на рубеже XII—XIII веков ров между Замковой горой и Малым замком ещё не существовал, и они представляли единственную площадку, на которой и возник Новогрудский детинец.

## История
Археолог Фрида Гуревич установила, что первоначальное поселение в Новогрудке возникает на Малом замке. Наиболее ранние материалы здесь представлены находками лимонообразного бисера, односторонними гребнями, ключом типа «А», бронзовыми пластинчатыми перстнями, керамикой, характерной для X—XI векам.
Малый замок был заселён как по краям так и в центре, в то время как Замковая гора вначале заселялась только по краям плато. С конца X по конец XI века на Малом замке преобладала свободная застройка. Причиной раннего заселения этого участка стало доминирующее положение западной части замковой возвышенности (малого замка).
Во второй половине XI века часть города была выделена в Новогрудский детинец, который был обнесён валом и занял треугольный в плане мыс (110х80 м), ныне известный как Замковая гора, а Малый замок и соседняя возвышенность стали посадами. Вероятно, в это время, территория, ограждённая валом, служила как крепость и укрытие для жителей посада.
Территория Малого замка оставалась неукрепленной до начала XII века. С возведением вала на Малом замке в начале XII века жители создают вторую линию оборонительных сооружений формируя у Новогрудка окольный город.
В XIII веке у подножия Замковой горы был насыпан ещё один вал, а в XIV веке он был продлён, огораживая также и Малый замок. Он состоял из песка и глины плотной структуры. Замковую гору от Малого замка отделял вырытый ров, который заполнялся водой из местных источников. Сообщая о походе Льва Даниловича в 1274 году на Новогородок, летописец писал: 

паря идяшеть съ истоковъ текоущихъ из горъ, занеморозе бяхоуть велице.
Перевод
Этот пар шёл от воды, которая стекала с горы и заполняла ров.
— 
Вал на Малом замке Ткачёв характеризовал как древоземляное укрепление. Деревоземляная конструкция характерна для ряда городов на территории Беларуси (Пинск, Давид-Городок), а также является типичным для городов Волыни и Галицкой земли, где она зафиксирована в памятниках старины начиная с конца 1 тысячелетия. Малый замок простоял до конца XVII века, когда он был разрушен в ходе войны 1654—1667 годов между Речью Посполитой и Московским царством, окончательно разрушен шведами в ходе Северной войны 1700—1721 годов.
В западном краю плато ранее находилась оборонительная башня, сложенная из камня и кирпича. Эта башня, как и на Замковой горе, принадлежала к волынскому типу. В конце XV начале XVI века её перестроили в восьмигранную. Эта башня простояла до середины XVII века, когда её снова перестроили, но на этот раз в ветряную мельницу. В 1996 году эта башня была внесена в список историко-культурных ценностей Беларуси, однако она была разрушена в начале двухтысячных неким предпринимателем, который пытался приспособить её для ведения хозяйственной деятельности.
В 1924 году, чтобы увековечить память знаменитого белорусского и польского поэта Адама Мицкевича, благодарные потомки решили насыпать курган в его честь, сделать это было решено на территории Малого замка. Насыпка кургана происходила с 1924 по 1931 год. Недалеко от кургана в 1992 году скульптором Валерием Янушкевичем поэту был установлен памятник.

## Исследования
Культурный слой на возвышенности Малого замка был исследован в 1956 году во время археологической экспедиции Ленинградского отделения Института истории материальной культуры, во время этой экспедии были найдены остатки гончарных и литейных мастерских.
У населения, населявшего новогрудские возвышенности, была уже хорошо сформированная культура. Остатки домостроительства на Малом замке позволяют предполагать, что там преобладали наземные срубные постройки, хотя встречались и заглубленные. Среди керамики преобладали горшки с отогнутым венчиком, часть которых была только в верхней части обточена на гончарном круге. Среди многочисленных находок лепной посуды интересны фрагменты толстостенных сковородок, служивших навершием печей.
В материалах раннего поселения на Малом замке отразились занятия жителей сельским хозяйством и разнообразными промыслами, а также домашним производством. О последнем свидетельствуют многочисленные глиняные и более редкие каменные пряслица, костяные орудия и другие находки.